# Одисеас Андруцос
Одисеас Андруцос (грч. Οδυσσέας Ανδρούτσος) рођен је 1788. на острву Итакa и умро 5. јуна 1825.  Био је син Андреаса Верусиса (познатог и као капетан Андруцос) и истакнути војсковођа Грчког рата за независност 1821. Борио се до 1820. на страни Али-паше, а касније за независност и слободу Грчке. Његову биографију, кратку, сензационалну са савременим значајним догађајима написао је Лефкадиос Јоанис Замбелиос, који је познавао Одисеаса од малих ногу.

## Рођење
У браку Андреаса Верусиса, арбанаског порекла, са Акриви Царламба из Превезе рођен је 1788. (или 1789) Одисеас Андруцос. Према другима рођен је 1788–1789. на Итаци, а по томе је добио и име Одисеас.
Одисеасов отац капетан Андруцос учествовао је у револуцији Ламброса Кацониса и био је ухапшен од стране Млечана. Предао се Турцима и убијен је одсецањем главе 1797. године у Цариграду. Тако је Одисеас остао без оца кад је имао око 8 година. Акриви Царламба, Одисејева мајка која је постала удовица, пребегла је 1798. године на острво Лефкаду због рушења Превезе које је наредио Али-паша Јањински. Између 1798. и 1800 млади Одисеас се спријатељио са касније познатим песником Јоанисом Замбелиосом, који је написао Одисеасову кратку биографију. Касније се са мајком се враћа у Превезу, где је живео до 1806. Године 1815. Одисеас је у цркви Светог Јоаниса Хрисостомоса у Превези крстио сина Сотиракиса Солдатојаниса.

## На двору Али-паше Јањинског
Године 1806. Али-паша Јањински, сећајући се личног пријатељства које је имао са покојним оцем Одисеаса Андруцоса, потражио је Одисеаса и довео га на свој двор у Јањини. Према другој верзији, тамо га је довео на молбу његове мајке Акриви. У Јањини Одисеас Андруцос је похађао војну школу Али-паше.Иако је имао буран живот, Али-паша му је увек опраштао његове преступе. Како је сам Одисеас рекао Јоанису Замбелиосу, на двору Али-паше научио је „да мрзи тиранију, воли слободу, нада се ослобођењу Грчке и да се обучава за то“. Када је Одисеас имао петнаест година, Али-паша га је увео у своју личну гарду и Одисеас је убрзо успео да постане њен вођа. Изгледа да је такође ушао у алевитски ред бекташијства коме је припадао његов заштитник. Године 1818. постао је члан Хетерије а 1819. је постављен за дервенагу у источној области Средишње Грчке. Одисеас Андруцос је учествовао у биткама код Берата, Ђирокастра и Гардикија а Али-паша му је дао на управљење Ливадијско подручје. 1820. године, када је Али-паша раскинуо са Високом портом, Одисеас је напустио Ливадију али је пре тога Атанасија Дијакоса увео у Хетерију и поверио му власт над својим подручјем. Склонио се у Арахову, где је покушао, са другим истакнутим Грцима којима је било заједничкο то што су сви имали мандат на Али-Пашином двору, да склопи грчко-албански савез руководећи се плановима Хетерије. Међутим, овај покушај је пропао, пошто је Омер Вријонис одбио да учествује. Након таквог развоја догађаја Андруцос је пребегао преко Акарнаније на Јонска острва, на Лефкаду. Ту се почетком 1821. састао са Јеоргиосом Караискакисом, Јеоргиосом Варнакиотисом, Јоргосом Цогасом, Димитриосом Макрисом, Кирјакулисом Мавромихалисом и другим главешинама Пелопонеза и Румелија. Андруцос је такође учествовао на састанку који се одржао у Лефкади, која је тада била под окупацијом Енглеске, крајем јануара 1821. године. Тема састанка су биле припреме које је требало извршити за устанак у Средишњој Грчкој. Одлучено је да подизање побуне у источној области Средишње Грчке припадне Андруцосу и Панурјасу. Одлуке састанка су одмах ступиле на снагу: крајем марта Андруцос и група његових људи, заједно са игуманом манастира Кипријаноса, напали су на мосту Татарна одред од 60 Турских војника на чијем челу био Дервенаг Хасан-бег Гекас и који су били пратња пошиљке државног новца. Након успешне операције новац су оставили нетакнут како би показали да је напад био чисто револуционарни чин.

## У Грчком рату за независност 1821.
1822. године уз консултације са Али-пашом Јањинским, непосредно пре његове трагичне погибије Одисеас Андруцос се са војском од 1.500 људи осамосталио и започео трогодишњу борбу против Османлија.
Врхунац борби које је водио Андруцос била је херојска битка код Гравије (8. мај 1821). Са малим бројем Грка био је утврђен унутар Гравије, где се успешно суочио са вишеструком војском Османлија под Омером Вријонисом. После одбијања Османлија, Вријонис је дао наређење да се из Ламије пренесу топови како би се срушио Хан код Гравије, али су Одисеас и његови саборци успели да побегну преко ноћи уз минималне губитке. У овој бици тријумфовао је Андруцосов стратешки геније. Тако је с правом заузео положај војсковође Беотије и суштински утицао на судбину револуције у источној Средишњој Грчкој у наредним годинама.
У пролеће 1822. оптужио га је Јоанис Колетис за сарадњу са непријатељем, због чега је дао оставку на своју положај. Сенат Врховног суда му је 27. августа 1822. поверио Атинску управу и тријумфални гардиста је ушао на Акропољ, у пратњи Јоаниса Макригианиса, Јоаниса Гураса, Јоаниса Мамуриса, Статиса Кацикојаниса и још 300 наоружаних револуционара. Дочек Атињана био је запањујућ. У Атини се Одисеас Андруцос сусрео са многим страним филхеленима, који се о њему благонаклоно позивају у својим мемоарима. Са њим је у Грчку дошао Британац Едвард Џон Трелони (1792–1881), пријатељ Лорда Бајрона. У новембру 1823. упознао је Одисеаса Андруцоса и био је фасциниран његовом личношћу. Оженио се Одисеасевом 13-годишњом полусестром Тацицом. Свуда га је пратио и остао му веран до краја. Андруцос је наставио своју неустрашиву војну акцију против Турака до 1824. године.

### Смрт Одисеаса Андруца
Одисеас Андруцос је на крају погрешно оптужен за дослух са Турцима, прогањан и разбијен током грађанских сукоба који су уследили. Моћни политичар Револуције Јоанис Колетис је био Одисеасов лични непријатељ као и других наредника, које је покушавао да понизи. Поред тога, Андруцос је разбеснео локалне Коџабаше који су га мрзели зато што је био популаран вођа и више пута је покушавао да ограничи њихову моћ. Одисеасева демократија, која је постала позната изван Грчке и која је нанела штету њиховој сопственој олигархији, разбеснела их је. На крају је мржња Фанариота и Коџабаша довела до убиства једног од највећих бораца Грчког рата за независност. 5. јуна 1825. године, Одисеаса Андруцоса, затвореног под лажним оптужбама на Акропољу, мучили су и убили Митрос Триантафилина, Јоанис Мамурис и Папакостас уз одобрење његовог бившег зета Јоаниса Гураса. Његови политички противници га нису чак ни извели пред суђење јер су се плашили да ће Андруцос показати њихову неправду према њему и изазвати опште негодовање против њих. Сећање на њега као хероја националног устанка грчка држава је вратила тек 1872.

## Породица
Одисеас се оженио Елени Карели, ћерком богатог и моћног Христоса Карелиса (раније коморника кира Василики) из Јањине, и заједно су добили сина Леонидаса Андруцоса (1824–1837.) који је уз подршку Ото Грчког је послат у Минхен да одраста у друштву краља Лудвига Аугуста. Тамо се, међутим, разболео 1836. године када је избила епидемија колере и умро је 11. децембра у дванаестој години. Жена Одисеаса Андруцоса умрла је 22. јуна 1879. године у 86. години и сахрањена је следећег дана.